# 常堅寺
常堅寺（じょうけんじ）は岩手県遠野市にある曹洞宗の寺院。山号は蓮峰山。「カッパ狛犬」の寺として知られる。

## 概要
室町時代の延徳2年（1490年）4月、多聞秀守を開山として創建したとされる遠野郷十二ヶ寺の触頭。
カッパ淵に隣接しており、そこに住むカッパが常堅寺の火事を消して狛犬になったという伝説がある。

## 伽藍
- 本堂 - オビンズルサマ木像安置

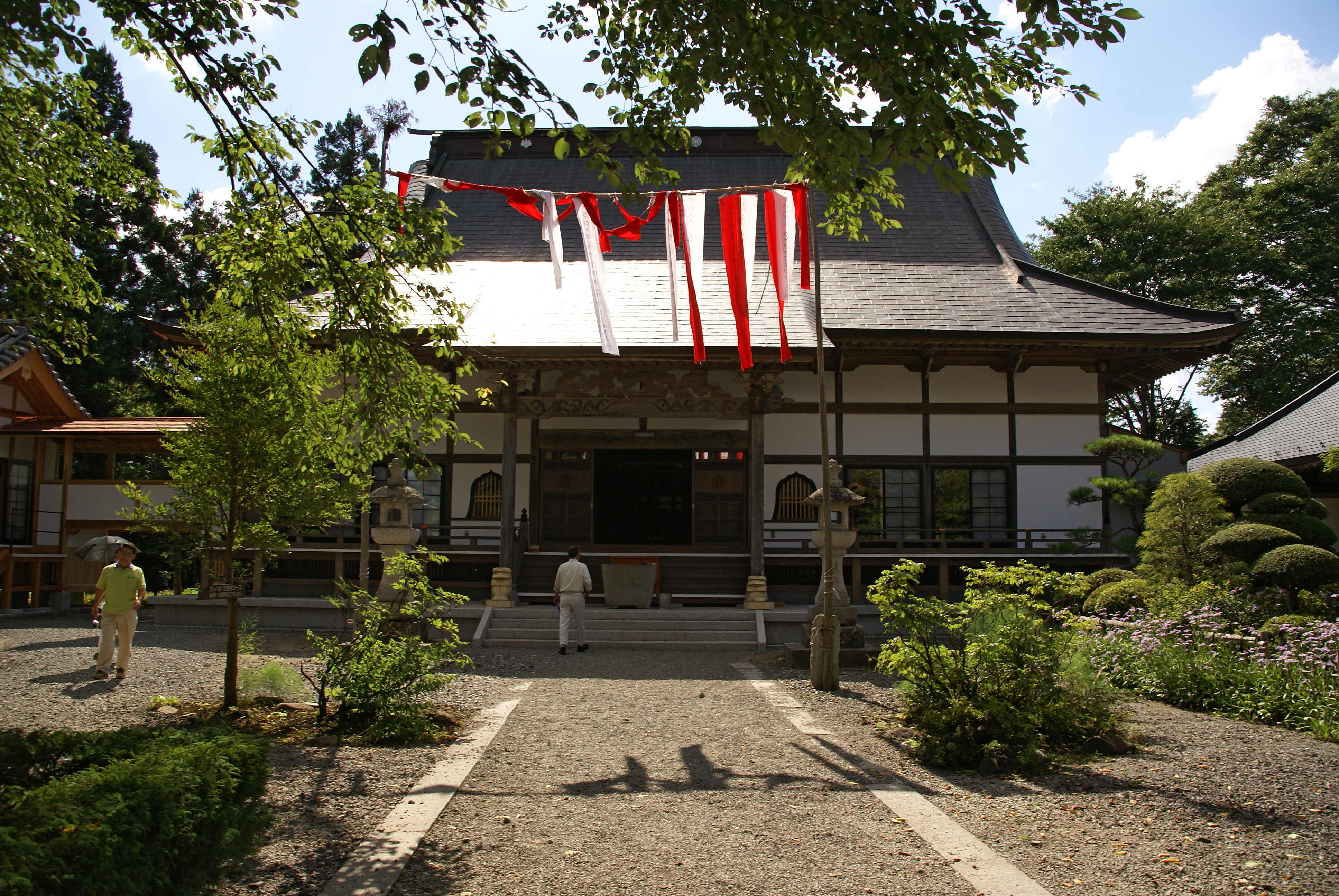
本堂

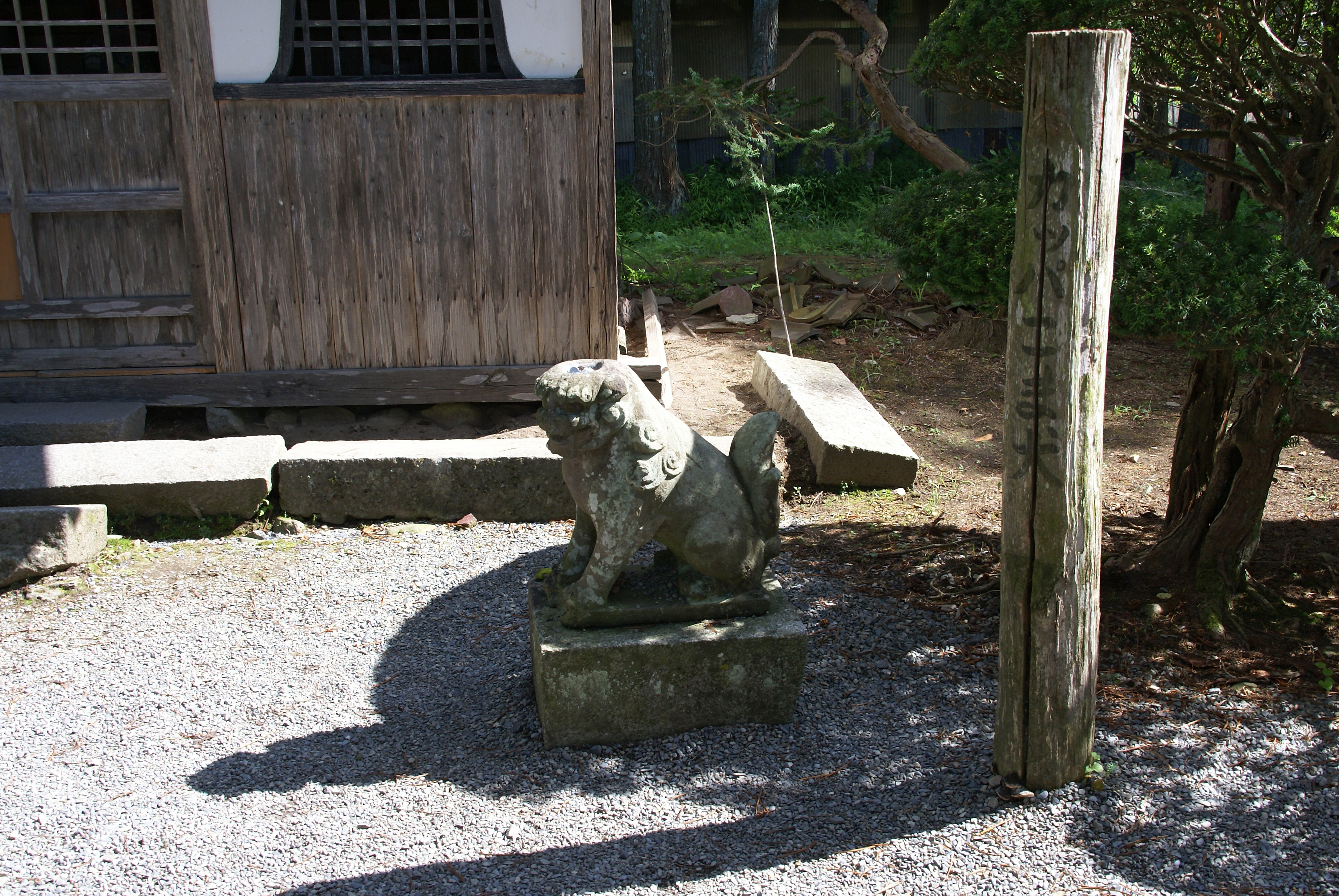
カッパ狛犬

- 山門 - 八脚門。早地峰神社（旧妙泉寺）より明治初期に移された伝慈覚大師（円仁）作の仁王像（総丈3.5m）安置
- 十王堂 - 堂の前に一対のカッパ狛犬がある。
- 鐘楼 - 袴腰付
- 忠魂碑 - 砲弾を飾る。

## 利用情報
- 開門時間 - 8時30分～16時30分
- 所在地 - 〒028-0555 岩手県遠野市土淵町土淵7-50

## 交通アクセス
- 釜石線 遠野駅 早池峰バス「西内」または「恩徳」行きで22分、「伝承園前」下車、徒歩5分

## 周辺情報
- カッパ淵
- 伝承園